# Tim Buckley (musikalbum)
Tim Buckley är det självbetitlade debutalbumet av den amerikanske singer-songwritern Tim Buckley. Albumet lanserades 1966 på Elektra Records. Majoriteten av låtarna är skrivna av Buckley tillsammans med Larry Beckett, men fem låtar är Buckleys egna. Ljudbilden på albumet drar åt folkrock. Skivan blev ingen kommersiell framgång vid lanseringen och nådde inte listplacering på Billboardlistan.

## Låtlista
(låtar utan angiven upphovsman skrivna av Tim Buckley)
Sida 1
1. "I Can't See You" (Larry Beckett, Buckley) – 2:40
2. "Wings" – 2:30
3. "Song of the Magician" (Beckett, Buckley) – 3:05
4. "Strange Street Affair Under Blue" (Beckett, Buckley) – 3:10
5. "Valentine Melody" (Beckett, Buckley) – 3:40
6. "Aren't You the Girl" – 2:01

Sida 2
1. "Song Slowly Song" (Beckett, Buckley) – 4:13
2. "It Happens Every Time" – 1:49
3. "Song for Jainie" – 2:43
4. "Grief in My Soul" (Beckett, Buckley) – 2:03
5. "She Is" (Beckett, Buckley) – 3:05
6. "Understand Your Man" – 3:06

## Medverkande
Musiker
- Tim Buckley – sång, gitarr
- Lee Underwood – gitarr
- Jim Fielder – basgitarr
- Van Dyke Parks – piano, celesta, cembalo
- Billy Mundi – trummor, percussion
- Jack Nitzsche – musikarrangemang

Produktion
- Jac Holzman – musikproducent
- Paul Rothchild – musikproducent
- Bruce Botnick – ljudtekniker
- William S. Harvey – omslagsdesign, foto